# Soultzbach-les-Bains
 Soultzbach-les-Bains  (en alsacià Sulzbàch) és un municipi francès, situat a la regió del Gran Est, al departament de l'Alt Rin. L'any 2008 tenia 651 habitants. Limita amb Wasserbourg, Griesbach-au-Val i Wihr-au-Val.

## Demografia
| 1962 | 1968 | 1975 | 1982 | 1990 | 1999 |
| ---- | ---- | ---- | ---- | ---- | ---- |
| 505  | 554  | 576  | 573  | 588  | 602  |

## Administració
| Període   | Identitat               | Partit |
| --------- | ----------------------- | ------ |
| 1965-1977 | Jean-Alfred Hoffmeister |        |
| 1977-1979 | Léon Birgle             |        |
| 1979-2001 | Gérard Anthony          |        |
| 2001-     | Jean Siry               |        |